# Caledoniscincus
Caledoniscincus ist eine 14 Arten umfassende Skink-Gattung, die in Neukaledonien endemisch ist. Eine Art, Caledoniscincus atropunctatus, kommt auch in Vanuatu vor.

## Merkmale
Mit einer Länge von 40 bis 61 mm und einem Gewicht von 1,13 bis 4,33 g sind die Vertreter dieser Gattung verhältnismäßig klein. Die Körperform ist nicht länglich. Die vorn und oben seitlich am Kopf befindlichen Schilde (Frontoparietale) sind verschmolzen. Die Vorstirnschilde (Präfrontale) sind mäßig groß und gewöhnlich gut getrennt. Die supranasale oder postnasale Naht ist im Allgemeinen nicht vorhanden. Das Unterlid weist eine deutlich sichtbare, zentral gelegene, halbtransparente Augenlidscheibe auf. Der Atlasbogen ist mit dem Intercentrum verbunden. Der Hemipenis ist tief gegabelt. Obwohl es keine Größenunterschiede zwischen den Geschlechtern gibt, ist ein Sexualdimorphismus hinsichtlich der Färbung vorhanden. Während die ausgewachsenen Weibchen die Färbung des Jugendkleides beibehalten, verändern die adulten Männchen die Oberseiten- und Unterseitenmusterung in Farbton und Zeichnung. Keine Art zeigt eine saisonale Färbung. Die etwas langen Schwänze sind meist nicht brüchig.

## Systematik
Die Gattung wurde 1987 von Ross Allen Sadlier mit Lygosoma austro-caledonica als Typusart eingeführt. Die vor diesem Jahr beschriebenen Arten standen zeitweise in den Gattungen Lygosoma und Euprepes.

## Arten
Es werden folgende Arten unterschieden:
- Caledoniscincus aquilonius SADLIER, BAUER & COLGAN, 1999
- Caledoniscincus atropunctatus (ROUX, 1913)
- Caledoniscincus auratus SADLIER, BAUER & COLGAN, 1999
- Caledoniscincus austrocaledonicus (BAVAY, 1869)
- Caledoniscincus chazeaui SADLIER, BAUER & COLGAN, 1999
- Caledoniscincus constellatus SADLIER, WHITAKER, WOOD & BAUER, 2012
- Caledoniscincus cryptos SADLIER, BAUER & COLGAN, 1999
- Caledoniscincus festivus (ROUX, 1913)
- Caledoniscincus haplorhinus (GÜNTHER, 1872)
- Caledoniscincus notialis SADLIER, SMITH, BAUER & WOOD, 2013
- Caledoniscincus orestes SADLIER, 1987
- Caledoniscincus pelletieri SADLIER, WHITAKER, WOOD & BAUER, 2014
- Caledoniscincus renevieri SADLIER, BAUER & COLGAN, 1999
- Caledoniscincus terma SADLIER, BAUER & COLGAN, 1999

## Lebensraum
Sie sind in sandigen, Ufer- und von Menschen gestörten Lebensräumen leicht unterrepräsentiert und in den Litoralzonen durchschnittlich vertreten.

## Lebensweise
60 % der Arten gelten als standorttreue, bodenlebende Echsen. Die übrigen 40 % leben im Laubstreu versteckt, obwohl die Dokumentation der Nahrungssuche in Bezug auf die Streuschicht (unter oder über der Streuschicht?) für viele Arten unklar ist. Alle dokumentierten Arten gehen aktiv auf Nahrungssuche und ernähren sich von Wirbellosen. Die Warzenbildung ist überdurchschnittlich. Direktes Sonnenbaden ist üblich, wenn nicht sogar durchgängig verbreitet.  Alle Arten sind eierlegend mit einer durchschnittlichen Anzahl von Gelegen.

## Status
In der Roten Liste der IUCN sind 12 Arten erfasst, davon gelten vier als stark gefährdet, eine als gefährdet, eine als potentiell gefährdet, fünf als nicht gefährdet und für eine Art gilt eine unzureichende Datenlage.